# Ecoesfera

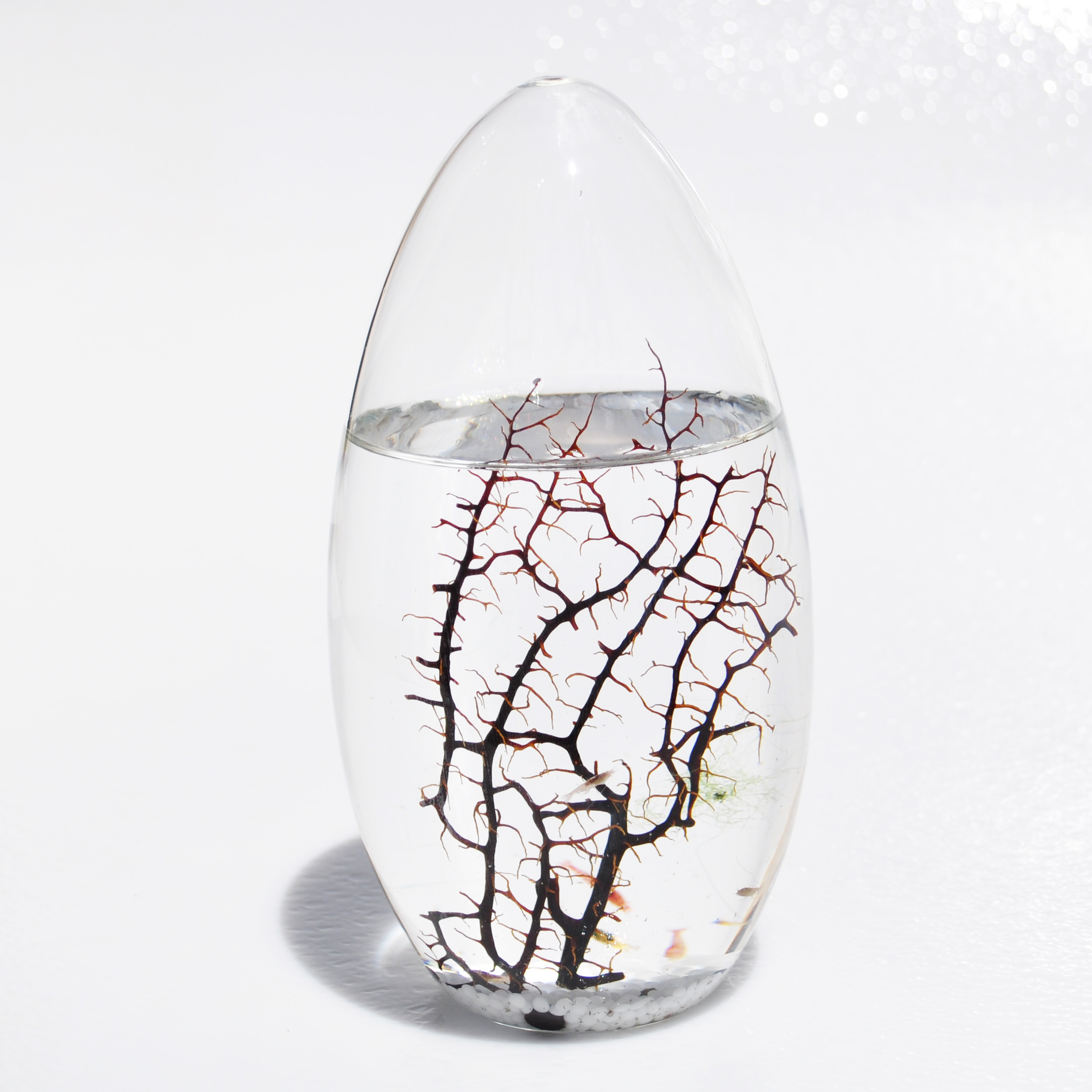
Ecoesfera

La ecósfera original es fruto de una investigación espacial de la NASA y es el primer ecosistema totalmente cerrado. Un mundo en miniatura completo y autosuficiente integrado en una bola de cristal. Fácilmente manejable, una ecoesfera es un elemento de aprendizaje que proporciona información interesante acerca de la vida en nuestro planeta, así como una muestra de la tecnología para la futura exploración del espacio. En un sustrato de agua marina filtrada habitan camarones rojos, junto con microorganismos activos y algas. Debido a que la ecoesfera es un ecosistema autosuficiente, no es necesario ningún aporte alimenticio externo, simplemente se le debe proporcionar un aporte de luz indirecta natural o artificial que permita mantener el ciclo biológico. Por tratarse de un sistema cerrado e independiente, los recursos vivientes de las ecoesferas funcionan sin contaminar el medio ambiente, de manera que la ecoesfera no necesita limpieza y sólo requiere un cuidado mínimo. La expectativa media de vida de las ecoesferas es de dos a cinco años, aunque se han dado algunos casos de camarones que han llegado a alcanzar los diez años en su ecoesfera.

## Ecosistema

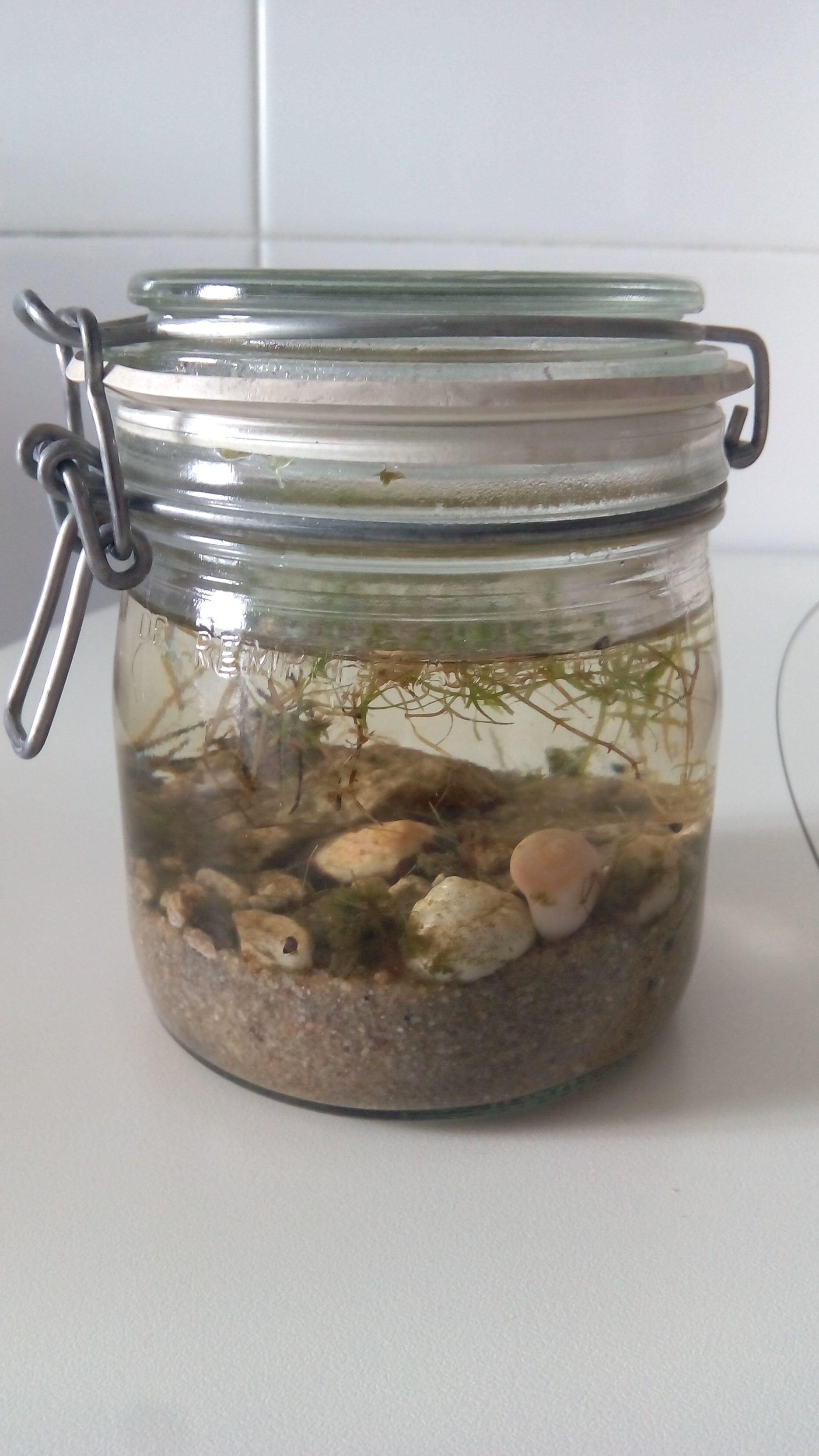
Ecoesfera acuática creada con fines didácticos en un instituto de educación secundaria de España. Se han empleado especies comunes del entorno: agua de charca conteniendo algas, plantas flotantes (lentejas de agua, subfamilia Lemnoideae), caracoles de agua dulce y copépodos.

El ecosistema lo forman los camarones, agua de mar filtrada, algas, bacterias, las Gorgonacea y la gravilla. Este tipo de camarones (Caridea) fueron escogidos porque no muestran una conducta agresiva entre sí. La gorgonácea, la gravilla y el cristal, ofrecen superficie al ecosistema. Dichas superficies actúan como áreas donde los organismos pueden depositarse. A pesar de que en estado natural las gorgonáceas son seres vivos, dentro de la ecoesfera la gorgonácea es un material sin vida.

## Ciclo biológico
La luz, junto con el dióxido de carbono del agua, permite que las algas produzcan oxígeno. Los camarones respiran el oxígeno del agua y se nutren de las algas y las bacterias. Las bacterias transforman los desechos animales en nutrientes para las algas. Las algas y las bacterias también producen dióxido de carbono que utilizan las algas para producir oxígeno.